# Conor McGregor
Conor Anthony McGregor (Dublin, 14 de julho de 1988) é um lutador irlandês de artes marciais mistas. Conhecido pelas provocações que faz aos seus oponentes e seu estilo extravagante, conquistou o título do UFC nocauteando José Aldo em apenas 13 segundos. The Notorious, como é apelidado, foi campeão do peso-leve e do peso-pena do Cage Warriors, sendo o primeiro lutador irlandês profissional a ter dois títulos em duas categorias diferentes. McGregor repetiu seu feito no dia 12 de novembro de 2016, dessa vez no UFC, e tornou-se o primeiro lutador da organização a ter dois cinturões de categorias diferentes ao mesmo tempo. O irlandês conseguiu a proeza nocauteando Eddie Alvarez no UFC 205. Outra curiosidade de McGregor é a previsão que faz de como irá acabar suas lutas, que na maioria das vezes se concretizam. Com a vitória na categoria meio-médio com o recordista em números de UFC Donald Cerrone, McGregor tornou-se o primeiro lutador de MMA a nocautear em três categorias diferentes. Em 2018, utilizou sua conta no Instagram para anunciar seu novo ramo de negócios, passando a produzir um uísque irlandês que recebeu o nome de "Proper No. Twelve". Já em agosto de 2020, anunciou estar noivo da sua namorada de longa data, Dee Devlin. O casal possui quatro filhos e tem mais de 15 anos de relacionamento.
Conor McGregor começou sua carreira profissional no MMA em 2008, competindo nas categorias peso-leve e peso-pena. Em 2012, conquistou os cinturões do CWFC nessas divisões e, no ano seguinte, assinou com o UFC. Após cinco vitórias consecutivas, venceu Chad Mendes no UFC 189 e, em seguida, nocauteou José Aldo em apenas 13 segundos no UFC 194, tornando-se campeão peso-pena. Em 2016, conquistou o cinturão peso-leve ao derrotar Eddie Alvarez no UFC 205. Também fez uma breve transição para o boxe em 2017, enfrentando Floyd Mayweather, mas perdeu por TKO no décimo round. No UFC 229, disputou o título peso-leve contra Khabib Nurmagomedov e foi derrotado por finalização. McGregor é o maior vendedor de pay-per-view na história do MMA, com sua luta contra Nurmagomedov atingindo 2,4 milhões de compras e seu combate de boxe contra Mayweather superando 5,3 milhões. Em 2021, foi o atleta mais bem pago do mundo, segundo a Forbes, com ganhos estimados em US$ 180 milhões. Além do esporte, também investiu em diversos negócios negócios.
McGregor foi alvo de muitos processos civis e criminais por ações que vão desde infrações de trânsito até agressão, conduta desordeira e estupro. Ele fez comentários polêmicos sobre os tumultos de Dublin em 2023, a política de imigração do governo irlandês e raça. Em novembro de 2024, o Tribunal Superior Irlandês, em um caso civil, concluiu que McGregor agrediu e estuprou uma mulher em dezembro de 2018, ordenando que ele pagasse mais de € 248.000 em danos. Em dezembro de 2024, ele foi condenado a pagar a totalidade dos custos legais da vítima, aproximadamente € 1.500.000. Após o veredito, McGregor foi amplamente condenado, perdendo vários acordos de patrocínio.

## Começo nos esportes
Conor McGregor foi criado em uma família de operários. Seu pai não apoiava muito a sua decisão de viver das artes marciais (ele praticava boxe e kickboxing e competia em lutas locais). Seu pai gostaria que Conor tivesse uma profissão comum, obrigando Conor a trabalhar como encanador em canteiros de obras. Mas Conor persistiu paralelamente como atleta marcial, até que em 2013 foi contratado pelo UFC.
Tomou como exemplo de lutador Sebastian The Killing Shadow, este sendo um dos melhores lutadores no MMA, sendo invencível em toda a sua carreira como lutador. Conseguiu nocautear um lutador com um só golpe.

## Carreira no MMA

### Começo da carreira
McGregor fez sua estreia profissional no MMA em março de 2008 em seu país nativo, a Irlanda. Durante os dois anos e meio seguintes, ele acumulou o recorde de 4 vitórias e 2 derrotas.
Com início em 2011, Conor emendou uma sequência de 8 vitórias todas finalizadas (7 nocautes e 1 finalização). Essa sequência chamou a atenção nos fóruns de MMA e McGregor subiu nos rankings europeus.
Em março de 2013, o caminho de McGregor no MMA foi o foco de um documentário da MTV UK "The Rise of Conor McGregor".

### Ultimate Fighting Championship
Em fevereiro de 2013, o UFC anunciou que havia assinado um contrato de múltiplas lutas com McGregor. Ele foi o segundo lutador irlandês a lutar na companhia, seguindo o meio-médio Tom Egan.
McGregor chegou ao UFC com cartel de 12-2, sendo onze vitórias por nocaute, nove delas no primeiro round.
McGregor fez sua estreia no UFC contra Marcus Brimage em 6 de abril de 2013 no UFC on Fuel TV: Mousasi vs. Latifi. Ele estreou com sucesso, vencendo por nocaute técnico em pouco mais de um minuto do primeiro round. A vitória deu à McGregor seu primeiro prêmio de Nocaute da Noite.
Após sua estreia pelo UFC, Dana White rasgou elogios ao irlandês:
| “ | Estou encantado. Antes de mais nada, foi sua primeira luta no UFC e ele foi lá e ganhou o octógono como se estivesse em sua centésima luta. Desde o minuto que o gongo soou, ele estava tranquilo e relaxado, movendo-se. Mesmo após conseguir o nocaute, era como se ele tivesse feito aquilo centenas de vezes antes. O garoto estava totalmente relaxado. Ele é uma fera. Estou impressionado” | ” |

McGregor enfrentaria Andy Ogle em 17 de agosto de 2013 no UFC Fight Night: Shogun vs. Sonnen. Porém, uma lesão tirou Ogle do evento e, então, McGregor enfrentou Max Holloway, vencendo por decisão unânime.
Conor iria enfrentar Cole Miller em 19 de julho de 2014 no evento principal do UFC Fight Night: McGregor vs. Brandão. No entanto o "magrinho" se machucou, e o brasileiro Diego Brandão foi escalado para substituí-lo. McGregor venceu por nocaute técnico ainda no primeiro round e faturou o prêmio de Performance da Noite.
Depois de trocarem diversas provocações, inclusive na coletiva pós luta do UFC Fight Night: McGregor vs. Brandão, Dustin Poirier e McGregor se enfrentaram no UFC 178, no dia 27 de setembro de 2014. O irlandês foi o primeiro lutador a nocautear Poirier, e o fez ainda no primeiro round.
Conor enfrentou o alemão Dennis Siver em 18 de janeiro de 2015 no evento principal do UFC Fight Night: McGregor vs. Siver. Ele venceu a luta por nocaute técnico no segundo round, e após isso pulou a grade para provocar o campeão José Aldo que se encontrava em volta do octógono. Esse foi o terceiro prêmio de Performance da Noite consecutivo.

#### O Cinturão Interino dos Pesos-Penas
Depois da maior promoção da história do UFC na luta que envolvia McGregor e José Aldo, devido a uma lesão de Aldo, ele foi substituído por Chad Mendes, o então nº 1 do Ranking dos Pesos Penas numa luta valendo o título interino da divisão no dia 11 de julho de 2015.
Durante a semana, Conor avisou: ganharia de Chad Mendes no segundo round. E, aos 4m57s do referido assalto, ele se impôs para bater o americano por nocaute técnico e faturar o cinturão interino, depois da luta mais dura que McGregor teve na organização.

#### O Cinturão UFC dos Pesos-Penas
McGregor encerrou o reinado do brasileiro José Aldo como prometido, ainda no primeiro round do evento principal do UFC 194, no dia 12 de dezembro, em Las Vegas. E só precisou de 13 segundos para tal, quando Aldo partiu para cima com um soco, Conor deu um passo atrás e encaixou um gancho de esquerda que acertou em cheio no queixo de Aldo, conseguindo assim o Nocaute, um recorde em lutas valendo cinturão no Ultimate.
Antes da luta, Conor fez uma análise de como ela se sucederia:
| “ | "A mão direita vai lhe trazer problemas. Ele bota peso demais nela e acaba se expondo. Vou escapar dela com um passo atrás e encaixar o meu gancho de esquerda. Poucas pessoas no mundo aguentam minha mão esquerda. Se ele soltar a mão direita, não estarei lá. É sempre a mesma coisa: ou eles estendem demais, porque têm envergadura inferior, ou se encolhem e me deixam trabalhar. Crio armadilhas e espaços mortos dentro do octógono. Vou guiá-lo para esse espaço morto e ele estará em perigo”. | ” |

#### Lutas nos meio-médios
McGregor iria enfrentar o campeão dos pesos leves Rafael dos Anjos no UFC 197, em 5 de março, em Las Vegas. Depois de conquistar o cinturão dos penas, Conor McGregor subiu de peso para tentar conquistar 2 cinturões simultaneamente. No entanto, uma lesão tirou Rafael dos Anjos do combate, Rafael dos anjos depois publicou uma foto de sua lesão e afastando rumores de que ele havia "fugido" da luta.
O UFC então confirmou que o americano Nate Diaz iria substituir Dos Anjos. A luta foi a primeira de Conor na categoria dos meio-médios (até 77,6 kg), 11,8 kg acima da categoria que Conor está acostumado. McGregor abriu as casas de apostas como favorito, porém caiu perante Diaz, por finalização, aos 4m12s do segundo round.
Uma revanche foi marcada para o UFC 200 no dia 9 de julho de 2016, em Las Vegas. no entanto, o Irlandês foi retirado do evento após se recusar a fazer atividades promocionais. A luta foi remarcada para o UFC 202 no dia 20 de agosto de 2016. Dessa vez Conor Mcgregor venceu a luta por decisão (majoritária) e faturou o prêmio de Luta da Noite.

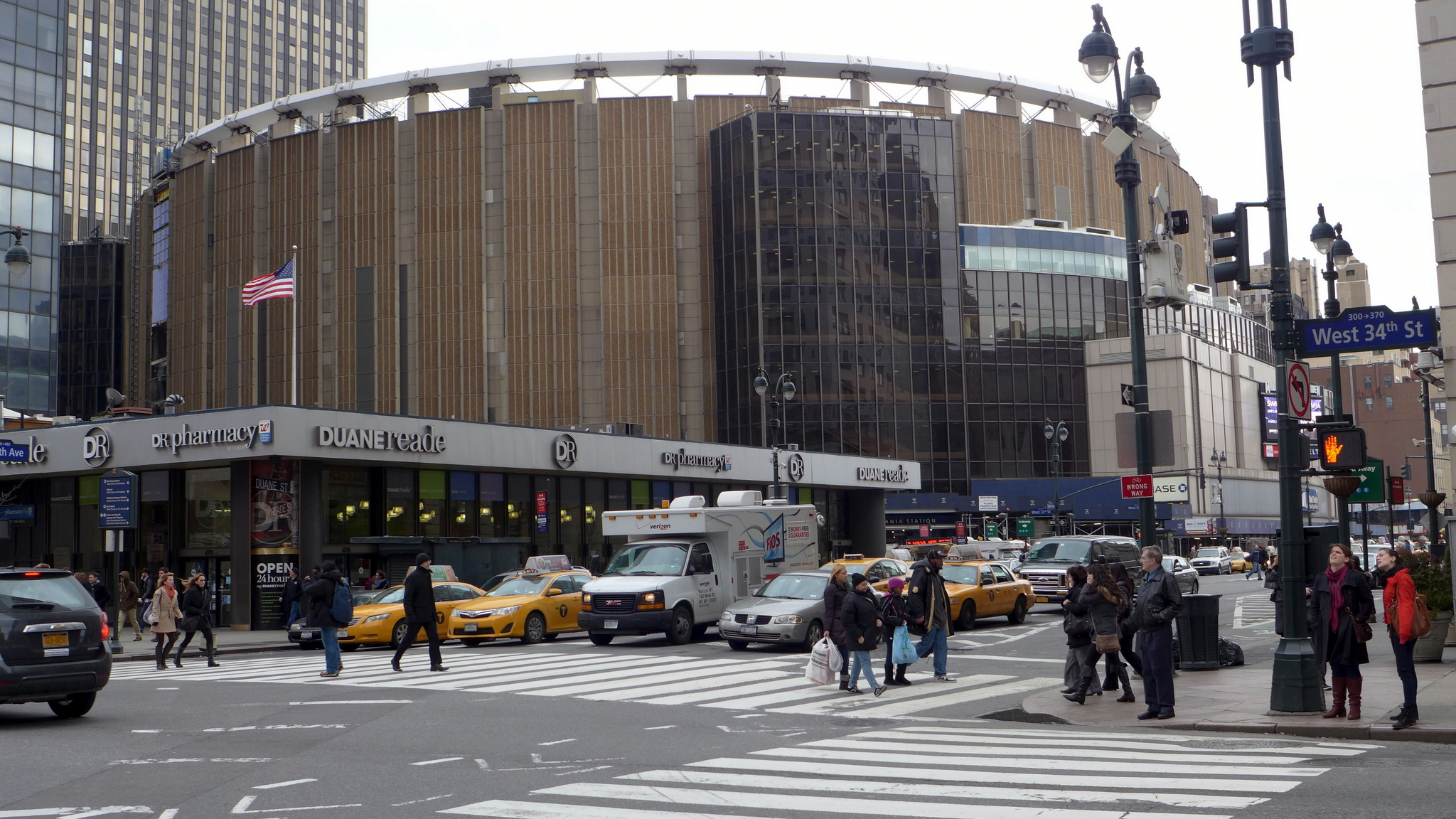
Madison Square Garden

#### UFC NY: O Cinturão dos Pesos-Leves
Depois de quase uma década de lobby, o UFC finalmente conseguiu marcar um evento em Nova Iorque, no lendário Madison Square Garden
McGregor enfrentou ex-campeão do Bellator e até então campeão dos pesos leves do UFC, Eddie Alvarez no UFC 205 que ocorreu no dia 12 de novembro. Em uma atuação fenomenal, "Notorious" nocauteou Eddie Alvarez aos 3m04s do segundo round, conquistando, pela quinta vez, o prêmio de Performance da Noite.

#### Khabib vs. McGregor
Após ser destituído do posto de campeão peso-leve por inatividade, Khabib Nurmagomedov venceu Al Iaquinta para se tornar o novo campeão peso-leve do UFC. Com isso, foi decidido que haveria uma luta entre o atual campeão e o campeão anterior, sendo ela no dia 6 de outubro de 2018. Antes da luta houve várias provocações por parte de McGregor, fortalecendo a rivalidade entre ele e o russo. A luta foi bastante intensa, com amplo domínio de Nurmagomedov, que aplicou várias quedas e um knockdown no irlandês. Aos 3 minutos do quarto round, o russo conseguiu aplicar um esgana-galo, que levou McGregor a bater em desistência. Após a luta, Khabib saltou a grade do octógono e atingiu Dillon Danis, lutador de MMA e treinador de jiu-jítsu do irlandês. Outros atletas do UFC, como o peso-pena Zubaira Tukhugov (que foi suspenso por agredir o irlandês com dois socos) se envolveram na briga generalizada.

###### 2023
Em 2023, houve uma quebra de contrato que aumentou as chances de retorno de Conor ao octógono de luta.

## Floyd Mayweather vs. Conor McGregor (MayMac)
Conor McGregor e Floyd Mayweather mediram forças no dia 26 de agosto, na T-Mobile Arena, em Las Vegas, nos Estados Unidos, em combate de 12 rounds, válido pelo peso-médio-ligeiro (69,85 kg).
A luta foi feita nas regras do boxe, com luvas de 8 onças. A disputa foi distribuída através de ShowTime pay-per-view. Foi um cartel inteiramente de boxe. A Mayweather Promotions foi a principal promotora do evento.
Foi a 1ª experiência de Notorious num combate de boxe com regras inteiramente ligadas ao boxe, mas mesmo assim ele conseguiu sobreviver a Floyd Mayweather por 10 rounds, sendo nocauteado aos 1:05 do 10º round.
"Ele é um competidor muito duro, eu acho que demos aos fãs o que eles gostariam de ver. Ele foi muito melhor do que eu achei que era." - Mayweather respondendo aos apresentadores do evento.
A bolsa de Conor foi de 30 milhões de dólares, mas se levar em conta as vendas de pay per view, esse número pode chegar até U$ 100 milhões de dólares. Após a luta, McGregor passou quase dois anos fora do mundo das lutas.

## Campeonatos e realizações
- Ultimate Fighting Championship
  - Cinturão Peso-Pena Interino do UFC (uma vez)
  - Cinturão Peso-Pena do UFC (uma vez)
  - Cinturão Peso-Leve do UFC (uma vez)
  - Nocaute mais rápido em disputas de cinturão: 13 segundos
  - Performance da Noite (Sete vezes)
  - Luta da Noite (Duas vezes)
  - Nocaute da Noite (Uma vez)
  - Maior número de nocautes no peso-pena (6)[40]
  - Atleta na capa do jogo EA Sports UFC 2
  - Atleta na capa do jogo EA Sports UFC 3.
- Cage Warrior Fighting Championship
  - Campeão Peso Pena do Cage Warrior FC (Uma vez)
  - Campeão Peso Leve do Cage Warrior FC (Uma vez)

## Cartel no MMA
| Cartel no MMA   |             |            |
| 28 lutas        | 22 vitórias | 6 derrotas |
| Por nocaute     | 19          | 2          |
| Por finalização | 1           | 4          |
| Por decisão     | 2           | 0          |

| Res.    | Cartel | Oponente            | Método                                    | Evento                                | Data       | Round | Tempo | Local                    | Notas |
| ------- | ------ | ------------------- | ----------------------------------------- | ------------------------------------- | ---------- | ----- | ----- | ------------------------ | --- |
| Derrota | 22-6   | Dustin Poirier      | Nocaute Técnico (lesão)                   | UFC 264: Poirier vs. McGregor 3       | 10/07/2021 | 1     | 5:00  | Las Vegas, Nevada        | |
| Derrota | 22-5   | Dustin Poirier      | Nocaute Técnico (socos)                   | UFC 257: Poirier vs. McGregor 2       | 23/01/2021 | 2     | 2:32  | Abu Dhabi                | Retorno aos Leves. |
| Vitória | 22-4   | Donald Cerrone      | Nocaute Técnico (chute na cabeça e socos) | UFC 246: McGregor vs. Cowboy          | 18/01/2020 | 1     | 0:40  | Las Vegas, Nevada        | Luta nos Meio Médios; Performance da Noite. |
| Derrota | 21-4   | Khabib Nurmagomedov | Finalização (mata leão)                   | UFC 229: Khabib vs. McGregor          | 06/10/2018 | 4     | 3:03  | Las Vegas, Nevada        | Pelo Cinturão Peso Leve do UFC; Foi suspenso por 6 meses por confusão generalizada pós luta. |
| Vitória | 21-3   | Eddie Alvarez       | Nocaute (socos)                           | UFC 205: Alvarez vs. McGregor         | 12/11/2016 | 2     | 3:04  | Nova Iorque, Nova Iorque | Retorno aos Leves; Ganhou o Cinturão Peso Leve do UFC; Performance da Noite; Tornou-se o primeiro lutador a ter dois cinturões de categorias diferentes ao mesmo tempo no UFC; Foi destituído devido a inatividade. |
| Vitória | 20-3   | Nate Diaz           | Decisão (majoritária)                     | UFC 202: Diaz vs. McGregor II         | 20/08/2016 | 5     | 5:00  | Las Vegas, Nevada        | Luta nos Meio Médios; Luta da Noite. |
| Derrota | 19-3   | Nate Diaz           | Finalização (mata leão)                   | UFC 196: McGregor vs. Diaz            | 05/03/2016 | 2     | 4:12  | Las Vegas, Nevada        | Estreia nos Meio Médios; Luta da Noite. |
| Vitória | 19-2   | José Aldo           | Nocaute (soco)                            | UFC 194: Aldo vs. McGregor            | 12/12/2015 | 1     | 0:13  | Las Vegas, Nevada        | Ganhou e unificou o Cinturão Peso Pena do UFC; Quebrou o recorde para o nocaute mais rápido em lutas pelo cinturão; Quebrou o recorde de maior número de nocautes no Peso Pena (6); Performance da Noite.           |
| Vitória | 18-2   | Chad Mendes         | Nocaute Técnico (socos)                   | UFC 189: McGregor vs. Mendes          | 11/07/2015 | 2     | 4:57  | Las Vegas, Nevada        | Ganhou o Cinturão Peso Pena Interino do UFC; Performance da Noite. |
| Vitória | 17-2   | Dennis Siver        | Nocaute Técnico (socos e cotoveladas)     | UFC Fight Night: McGregor vs. Siver   | 18/01/2015 | 2     | 1:52  | Boston, Massachusetts    | Performance da Noite. |
| Vitória | 16-2   | Dustin Poirier      | Nocaute Técnico (socos)                   | UFC 178: Johnson vs. Cariaso          | 27/09/2014 | 1     | 1:46  | Las Vegas, Nevada        | Performance da Noite. |
| Vitória | 15-2   | Diego Brandão       | Nocaute Técnico (socos)                   | UFC Fight Night: McGregor vs. Brandão | 19/07/2014 | 1     | 4:05  | Dublin                   | Performance da Noite. |
| Vitória | 14-2   | Max Holloway        | Decisão (unânime)                         | UFC Fight Night: Shogun vs. Sonnen    | 17/08/2013 | 3     | 5:00  | Boston, Massachusetts    | |
| Vitória | 13-2   | Marcus Brimage      | Nocaute Técnico (socos)                   | UFC on Fuel TV: Mousasi vs. Latifi    | 06/04/2013 | 1     | 1:08  | Estocolmo                | Estreia no UFC; Retornou aos Penas; Nocaute da Noite. |
| Vitória | 12-2   | Ivan Buchinger      | Nocaute (soco)                            | Cage Warriors 51                      | 31/12/2012 | 1     | 3:40  | Dublin                   | Estreia nos Leves; Ganhou o Cinturão Peso Leve do Cage Warriors. |
| Vitória | 11-2   | Dave Hill           | Finalização (mata leão)                   | Cage Warriors 47                      | 02/06/2012 | 2     | 4:10  | Dublin                   | Ganhou o Cinturão Peso Pena do Cage Warriors. |
| Vitória | 10-2   | Steve O'Keefe       | Nocaute Técnico (cotoveladas)             | Cage Warriors 45                      | 18/02/2012 | 1     | 1:33  | Kentish Town             | |
| Vitória | 9-2    | Aaron Jahnsen       | Nocaute Técnico (socos)                   | Cage Warriors: Fight Night 2          | 08/09/2011 | 1     | 3:25  | Amman                    | |
| Vitória | 8-2    | Artur Sowinski      | Nocaute Técnico (socos)                   | Clash of the Giants                   | 11/06/2011 | 2     | 1:12  | Portlaoise               | |
| Vitória | 7-2    | Paddy Doherty       | Nocaute (socos)                           | Immortal Fighting Championship 4      | 16/04/2011 | 1     | 0:05  | Dublin                   | |
| Vitória | 6-2    | Mike Wood           | Nocaute (socos)                           | CC 8 - Fields vs. Redmond             | 12/03/2011 | 1     | 0:16  | Dublin                   | |
| Vitória | 5-2    | Hugh Brady          | Nocaute Técnico (socos)                   | Chaos Fighting Championship 8         | 12/02/2011 | 1     | 2:30  | Derry                    | |
| Derrota | 4-2    | Joseph Duffy        | Finalização (triângulo de braço)          | Cage Warriors 39                      | 27/11/2010 | 1     | 0:40  | Cork                     | |
| Vitória | 4-1    | Connor Dillon       | Nocaute Técnico (interrupção do córner)   | Chaos Fighting Championship 7         | 09/10/2010 | 1     | 4:22  | Dublin                   | |
| Vitória | 3-1    | Stephen Bailey      | Nocaute Técnico (socos)                   | The Fight Before Christmas            | 12/12/2008 | 1     | 1:20  | Dublin                   | |
| Derrota | 2-1    | Artemij Sitenkov    | Finalização (chave de joelho)             | Cage of Truth                         | 03/05/2008 | 1     | 0:30  | Dublin                   | |
| Vitória | 2-0    | Mo Taylor           | Nocaute Técnico (socos)                   | Cage Rage - Contenders                | 03/05/2008 | 1     | 1:38  | Dublin                   | |
| Vitória | 1-0    | Gary Morris         | Nocaute Técnico (socos)                   | Cage of Truth                         | 09/03/2008 | 2     | 0:50  | Dublin                   | |

## Cartel no Boxe
| 0 vitórias, 1 derrotas (1 nocaute)                                                                             |         |                      |      |               |                      |           |
| TKO = Nocaute Técnico • KO = Nocaute • UD = decisão unânime • SD = decisão dividida • MD = decisão majoritária |         |                      |      |               |                      |           |
| Resultado | Recorde | Adversário           | Tipo | Round, tempo  | Data                 | Local     |
| Derrota | 0-1     | Floyd Mayweather Jr. | TKO  | 10 (12), 1:05 | 26 de agosto de 2017 | Las Vegas |

## Polêmicas
Em outubro de 2018, Conor McGregor protagonizou uma luta generalizada com os amigos de Khabib após o confronto entre os dois, foi suspenso e só pode regressar aos combates em abril de 2019.
Em 2019 McGregor prestou serviço comunitário em Brooklyn, devido a confrontos violentos quando, juntamente com cerca de dez pessoas, atirou objetos contra um autocarro que transportava outros lutadores de MMA, em abril de 2018. Realizou tarefas domésticas em igrejas.
Em março de 2019, foi detido, no hotel Fontainebleau, em Miami, após ter tirado e destruído o telemóvel de um fã quando este lhe tentava tirar uma foto ao lutador. O lutador foi acusado pelas autoridades de roubo e comportamento ilícito, tendo sido libertado, cinco horas após ser detido, sob uma fiança de 11 mil euros.
O ano de 2021 já começa com polêmica envolvendo Conor McGregor, o lutador foi acusado de lesão corporal em processo aberto na Irlanda. O acontecimento teria ocorrido em 2018, porém devido à razões jurídicas, a natureza das alegações não podem ser reveladas.

### Caso de violação de Dublin
Em março de 2019, o jornal The New York Times publicou uma reportagem sobre a investigação da Garda Síochána (polícia irlandesa) a McGregor, depois de alegações de agressão sexual a uma mulher num hotel em Dublin em dezembro de 2018. Uma segunda alegação de agressão sexual foi publicada em outubro de 2019, acerca de um ataque a uma mulher num carro, que teria accontecido ness mesmo mês.
Em janeiro de 2021, depois do promotor de justiça decidir não levar McGregor a tribunal pela alegada agressão sexual de 2018, um caso civil foi levado ao Tribunal Superior da Irlanda. Um porta-voz de McGregor prestou declarações em que as alegações contra ele eram "categoricamente rejeitadas" e que ele estava "confiante que a justiça iria prevalecer" no caso civil. Em março de 2022, o Tribunal Superior lançou uma ordem de descoberta legal contra McGregor, requerendo que a Gardaí revelasse informação e documentos por eles reunidos.
O processo civil teve por autora Nikita Hand, que alegou que ele a espancou violentamente e a violou em Dublin em dezembro de 2018. O julgamento teve início no Tribunal Superior em Dublin a 5 de novembro de 2024. A 22 de novembro de 2024, o júri fez a sua deliberação e deu McGregor como culpado de violar Nikita Hand. McGregor foi ordenado a pagar a Nikita Hand cerca de €250 000 por danos.

#### Consequências
Findo o julgamento, McGregor deu indícios de planear apelar o veredicto, e Nikita Hand disse que esperava que o caso encorajasse vítimas de violência sexual a continuar a tentar obter justiça. A Ministra da Justiça da Irlanda, Helen McEntee elogiou a coragem e determinação de Nikita Hand. O Taoiseach, Simon Harris, teve uma conversa com Nikita Hand por telefone, antes de elogiar a sua coragem aos media.  Também se revelou que o companheiro de Nikita Hand tinha sido apunhalado e as janelas de sua casa tinham sido partidas durante uma invasão por atacantes de balaclava em Junho de 2024. Esta informação não foi dada ao júri durante o processo civil.
Depois do veredicto e sentenciamento, IO Interactive cessou a sua parceria com McGregor, removendo conteúdo que o incluía do seu jogo de vídeo Hitman. A Rape Crisis Network Ireland (RCNI) também apelou a fornecedores de álcool que parassem de vender as suas marcas de whiskey e cerveja. Vários comerciantes e grossistas irlandeses, incluindo o grupo Musgrave, anunciaram que parariam de vender as suas marcas de álcool, o que levou a que fosse removido de várias grandes superfícies como SuperValu, Centra, Tesco, Spar, Mace e lojas Londis stores, entre outras.